# Сичневое (Одесская область)
Сичневое (укр. Січневе) — село, относится к Ширяевскому району Одесской области Украины.
Население по переписи 2001 года составляло 277 человек. Почтовый индекс — 66830. Телефонный код — 4858. Занимает площадь 0,89 км². Код КОАТУУ — 5125483406.

## Местный совет
66831, Одесская обл., Ширяевский р-н, с. Новоандреевка, ул. Центральная, 15